# Хадсон-Одои, Каллум
Ка́ллум Джеймс Ха́дсон-Одо́и (англ. Callum Hudson-Odoi; род. 7 ноября 2000, Уондсуэрт, Большой Лондон) — английский футболист, вингер английского клуба «Ноттингем Форест».

## Клубная карьера

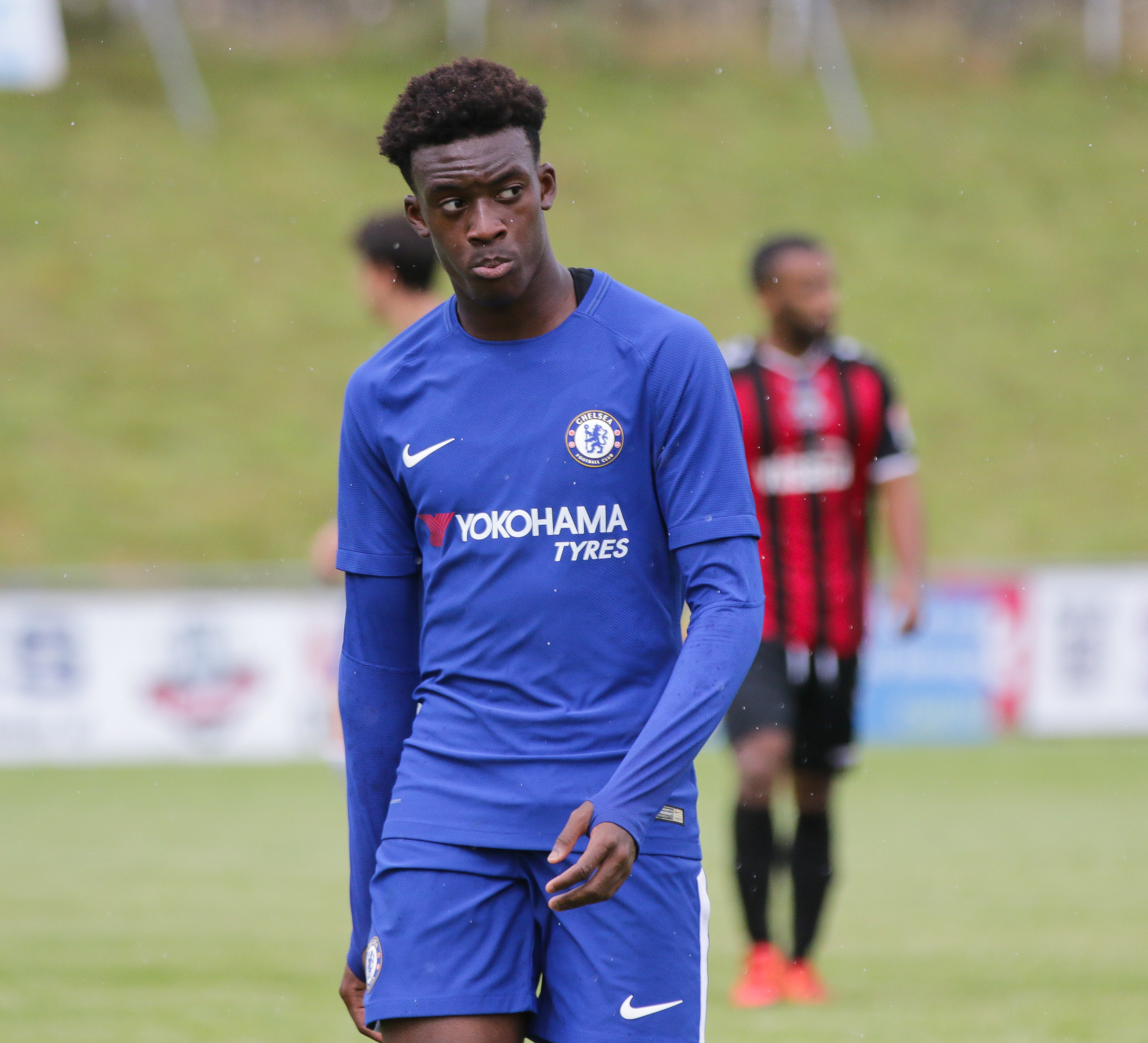
Hudson-Odoi in Chelsea

Каллум — воспитанник юношеской академии «Челси». Летом 2017 года интерес к нему проявляли «Ювентус» и «Бенфика», но Хадсон-Одои подписал трёхлетний контракт с «Челси».
28 января 2018 года Хадсон-Одои дебютировал за «Челси», выйдя на замену Педро на 81-й минуте матча Кубка Англии против «Ньюкасл Юнайтед». Всего до конца сезона Каллум выходил на поле ещё в трёх матчах, но результативными действиями отметиться не сумел.
29 ноября 2018 года полузащитник забил первый гол за «синих», поразив ворота греческого клуба ПАОК в матче группового этапа Лиги Европы. С начала 2019 года Хадсон-Одои стал регулярно привлекаться к матча команды, выходя преимущественно на замены по ходу матчей. 22 апреля 2019 года в матче с «Бернли» получил травму ахиллова сухожилия и выбыл до конца сезона.
19 сентября 2019 года Хадсон-Одои подписал новый пятилетний контракт с «Челси», согласно которому его зарплата выросла до 120 тысяч фунтов стерлингов в неделю.
13 марта 2020 года было объявлено, что после тестирования у Хадсон-Одои была обнаружена коронавирусная инфекция COVID-19, после чего все контактировавшие с ним игроки и члены тренерского штаба «Челси» были помещены под карантин. 27 марта главный тренер «Челси» Фрэнк Лэмпард заявил, что Хадсон-Одои «полностью выздоровел».
1 сентября 2023 года перешёл в «Ноттингем Форест», подписав трёхлетний контракт.

## Карьера в сборной
18 февраля 2016 года дебютировал в составе национальной сборной Англии до 16 лет в матче против сверстников из Чехии.
С 2016 года выступал в составе сборной Англии до 17 лет. В 2017 году в составе сборной принял участие в чемпионате Европы (дошёл до финала) и чемпионате мира.
18 марта 2019 года впервые был вызван в главную сборную на матчи против сборных Чехии и Черногории. 22 марта того же года в матче отборочного турнира к чемпионату Европы против Чехии дебютировал за основную команду (вышел на замену вместо Рахима Стерлинга и сыграл 20 минут). Так, Хадсон-Одои стал самым молодым игроком, когда-либо выходившим на поле в стартовом составе сборной Англии в официальном матче (18 лет 135 дней).

## Достижения
«Челси»

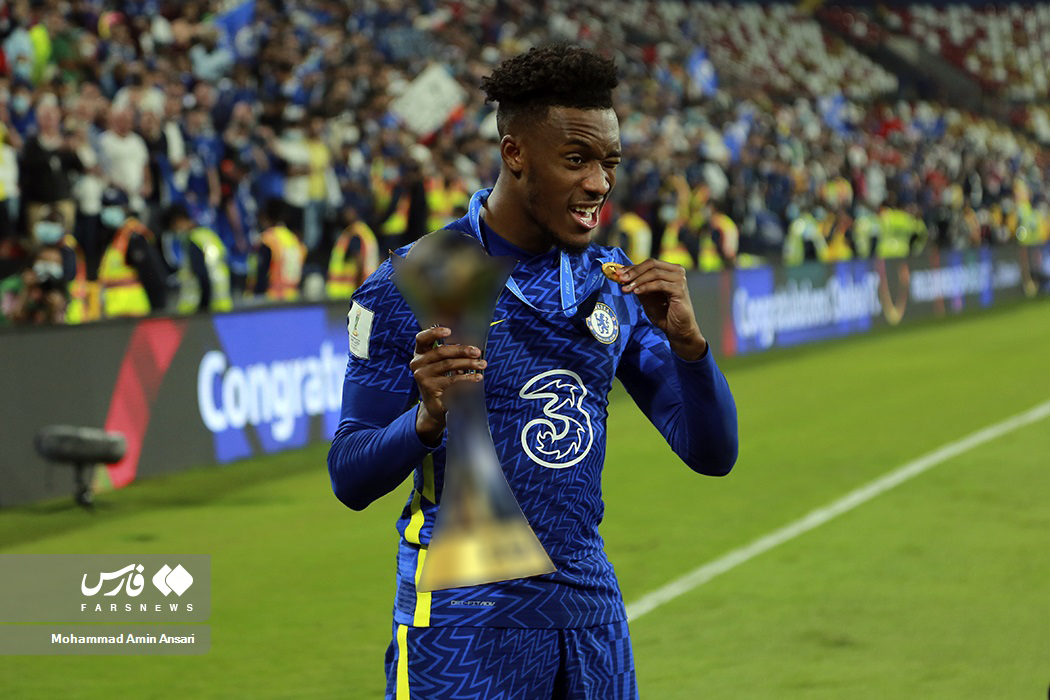
Hudson-Odoi in Chelsea

- Победитель Лиги чемпионов УЕФА: 2020/21
- Победитель Лиги Европы УЕФА: 2018/19
- Обладатель Суперкубка УЕФА: 2021
- Победитель Клубного чемпионата мира: 2021

Сборная Англии (до 17 лет)
- Победитель чемпионата мира (до 17 лет): 2017

## Статистика выступлений

### Клубная статистика
| Выступление       | Выступление      | Выступление      | Лига | Лига | Кубок страны | Кубок страны | Кубок лиги | Кубок лиги | Еврокубки | Еврокубки | Прочие | Прочие | Итого | Итого |
| Клуб              | Лига             | Сезон            | Игры | Голы | Игры         | Голы         | Игры       | Голы       | Игры      | Голы      | Игры   | Голы   | Игры  | Голы  |
| ----------------- | ---------------- | ---------------- | ---- | ---- | ------------ | ------------ | ---------- | ---------- | --------- | --------- | ------ | ------ | ----- | ----- |
| Челси             | Премьер-лига     | 2017/18          | 2    | 0    | 2            | 0            | 0          | 0          | 0         | 0         | 0      | 0      | 4     | 0     |
| Челси             | Премьер-лига     | 2018/19          | 10   | 0    | 2            | 1            | 2          | 0          | 9         | 4         | 1      | 0      | 24    | 5     |
| Челси             | Премьер-лига     | 2019/20          | 22   | 1    | 4            | 1            | 2          | 1          | 5         | 0         | 0      | 0      | 33    | 3     |
| Челси             | Премьер-лига     | 2020/21          | 23   | 2    | 5            | 1            | 2          | 0          | 7         | 2         | 0      | 0      | 37    | 5     |
| Челси             | Премьер-лига     | 2021/22          | 15   | 1    | 3            | 1            | 3          | 0          | 5         | 1         | 2      | 0      | 28    | 3     |
| Челси             | Итого            | Итого            | 72   | 4    | 16           | 4            | 9          | 1          | 26        | 7         | 3      | 0      | 126   | 16    |
| → Байер 04        | Бундеслига       | 2022/23          | 14   | 0    | 0            | 0            | —          | —          | 7         | 1         | 0      | 0      | 21    | 1     |
| → Байер 04        | Итого            | Итого            | 14   | 0    | 0            | 0            | 0          | 0          | 7         | 1         | 0      | 0      | 21    | 1     |
| Ноттингем Форрест | Премьер-лига     | 2023/24          | 29   | 8    | 5            | 0            | 0          | 0          | 0         | 0         | 0      | 0      | 34    | 8     |
| Ноттингем Форрест | Премьер-лига     | 2024/25          | 30   | 5    | 4            | 0            | 1          | 0          | 0         | 0         | 0      | 0      | 35    | 5     |
| Ноттингем Форрест | Итого            | Итого            | 59   | 13   | 9            | 0            | 1          | 0          | 0         | 0         | 0      | 0      | 69    | 13    |
| Всего за карьеру  | Всего за карьеру | Всего за карьеру | 145  | 17   | 25           | 4            | 10         | 1          | 33        | 8         | 3      | 0      | 216   | 30    |